# Stora Blackesjön (Töllsjö socken, Västergötland)
Stora Blackesjön är en sjö i Bollebygds kommun i Västergötland och ingår i Rolfsåns huvudavrinningsområde.